# Брюс Іббетсон
Брюс Іббетсон (англ. Bruce Ibbetson, 13 січня 1953) — американський академічний веслувальник.
Срібний призер Олімпійських Ігор 1984 року в складі вісімки.